# Morgana Giovannetti
Morgana Giovannetti (Roma, 20 settembre 1984) è un'attrice, annunciatrice televisiva, imitatrice, regista teatrale e  conduttrice radiofonica italiana.
Ha iniziato la sua carriera in televisione nei primi anni novanta, quando, ancora bambina, lavorava nella compagnia del Bagaglino facendosi notare per le sue doti di imitatrice, ed è successivamente divenuta attrice teatrale e conduttrice radiofonica per Radio Globo, vivendo un nuovo momento di popolarità nel 2012, anno in cui è stata interprete e autrice del tormentone estivo Il pulcino Pio.

## Biografia
Ha esordito ad appena sei anni, nel 1991, in Stasera mi butto, competizione tra imitatori in onda in prima serata con la conduzione di Pippo Franco. Notata da Pier Francesco Pingitore, nello stesso periodo è entrata a far parte della compagnia comica Il Bagaglino, comparendo come imitatrice in quattro stagioni delle trasmissioni televisive del gruppo (Crème caramel, Saluti e baci, Bucce di banana e Champagne) insieme ad attori come Pippo Franco, Leo Gullotta ed Oreste Lionello.
Con il gruppo comico del Bagaglino ha recitato anche nel film Gole ruggenti del 1992, mentre nel 1994 ha affiancato Gerry Scotti e Gabriella Carlucci conducendo un segmento di Buona Domenica dedicato ai bambini.
In seguito continua a lavorare come attrice teatrale e come conduttrice e imitatrice radiofonica su Radio M100 e Radio Globo, sulla quale conduce The Morning Show, ed è imitatrice per il programma del mattino Buone nuove di Radio Italia dal 2019 al 2022.
Interprete di cover ironiche di brani musicali utilizzate nell'ambito dei programmi radiofonici dell'emittente, come Ostia Beach (2011) e Resto a Roma (2012), è tornata a far parlare di sé a livello nazionale nell'estate del 2012 cantando il brano musicale per bambini Il pulcino Pio, che è diventato un vero e proprio tormentone estivo, ha raggiunto la vetta della classifica italiana dei singoli nell'agosto di quell'anno ed è stato anche il video italiano più visto su YouTube.
Parallelamente, continua a svolgere l'attività di attrice e regista teatrale. 
Dal 2023 è Annunciatrice Televisiva per la Rai.

## Filmografia

### Cinema
- Gole ruggenti, regia di Pier Francesco Pingitore (1992)

### Televisione
- Il paradiso delle signore, registi vari – soap opera (2022) Ruolo: Brunella Gasperini

## Programmi televisivi
- Crème Caramel di Pier Francesco Pingitore (Rai 1, 1991-1992)
- Saluti e baci di Pier Francesco Pingitore (Rai 1, 1993)
- Bucce di banana di Pier Francesco Pingitore (Rai 1, 1993-1994)
- Champagne di Pier Francesco Pingitore (Canale 5, 1995)

## Teatro
- Amore e corna Ai Tempi Di Facebook di Pier Francesco Pingitore (2012)
- I Dentici regia di Morgana Giovannetti (2015)
- La botta in testa di Pier Francesco Pingitore (2015)
- Operazione Quercia - Mussolini a Campo Imperatore di Pier Francesco Pingitore (2014-2016)
- Scacco al Duce - L'ultima notte di Ben & Claretta di Pier Francesco Pingitore (2015-2017)
- Tango Cabaret, regia di Morgana Giovannetti (2015-2017)
- 50 Fumature di Renzi di Pier Francesco Pingitore (2015-2016)
- Magnàmose tutto! di Pier Francesco Pingitore (2016-2017)
- Gran Follia di Pier Francesco Pingitore (2017-2018)
- Taxi a due Piazze di Ray Cooney (2018-2019-2021)
- Morgana VS Tutti di Morgana Giovannetti e Pier Francesco Pingitore (2018)
- Femmina di Pier Francesco Pingitore (2018-2019)
- Morgana Bis Vs. Tutti di Morgana Giovannetti e Pier Francesco Pingitore[8](maggio 2019)
- La Presidente - Valeria Marini eletta al Quirinale di Pier Francesco Pingitore (2019-2020)
- Se la Panchina Parlasse - di Pier Francesco Pingitore (2020 - 2021)
- Bugie - di Massimiliano Bruno (2021, 2022, 2023)
- Bastarde senza Gloria - di Gianni Quinto (2024, 2025)

## Discografia
- 2011 – Ostia Beach - autrice e voce
- 2012 – Resto a Roma - autrice e voce
- 2012 – album Il Pulcino Pio - autrice e voce
- 2013 – album Il Pulcino Pio & Friends - autrice e voce - tra i brani Gigibabalulu e Il Pulcino Cha Cha Cha
- 2014 – X-Mas in the world Pulcino Pio - autrice e voce
- 2019 – Quando c’erano le lire - per Arisa, nell'album Una nuova Rosalba in città - autrice